# Rūrangi
Pour plus de détails, voir Fiche technique et Distribution.
Rūrangi est une série télévisée néo-zélandaise réalisée par Max Currie. La série est actuellement constituée de deux saisons, chacune de cinq épisodes, dont la première est disponible sur Arte depuis le 14 juillet 2023. Les deux saisons sont disponibles sur Hulu.
Rūrangi a aussi été adapté sous forme de film de 87 minutes pour sa diffusion à l'échelle internationale.

## Synopsis
Un militant transgenre, Caz Davis, vit à Auckland (Nouvelle-Zélande). Après le suicide de son amant Andy, qui menait publiquement une vie d'homme hétérosexuel marié, Caz Davis part se ressourcer dans son village natal, Rūrangi. 
Il y retrouve son amie Anahera, qui veut apprendre le maori, son père veuf Gerald et son amour de jeunesse, Jem.

## Distribution
- Elz Carrad : Caz Davis
- Arlo Green : Jem
- Kirk Torrance : Gerald Davis
- Awhina-Rose Ashby : Anahera
- Aroha Rawson : Whina Rangi
- Renee Sheridan : Agnes
- Ramon Te Wake : Ellie
- Sonny Tupu : Andrew Ainofo

## Fiche technique
- Titre : Rūrangi
- Scénario : Cole Meyers et Oliver Page
- Réalisation : Max Currie
- Photographie : Johannes Louis
- Montage : Brough Johnson et Dan Kircher
- Musique : Lachlan Anderson
- Production : Autonomouse
- Distribution : The Yellow Affair[4]
- Pays d'origine :  Nouvelle-Zélande
- Langue : anglais, maori
- Format : Dolby (5.1), couleur, Proportions de l'image : 2:1
- Durée : 87 minutes
- Date de sortie : 6 juillet 2020 au Festival international du film de Nouvelle-Zélande

## Production
Le.la coscénariste Cole Meyers est une personne transgenre, les personnages transgenres sont joués par des acteurs transgenres : Elz Carrad est un acteur trans. 

« Embaucher des personnes de la communauté, les placer à des postes de décision, être attentif à la pluralité de leurs vécus, nous a permis d’imaginer un récit plus fidèle. Par exemple, je ne voulais pas raconter une énième histoire de transition. Cela donne l’impression que la vie des personnes trans se réduit à leur transidentité. Je voulais que l’on voie l’amour de la famille de Caz, de sa communauté et de ses amis. Je voulais aussi montrer que les personnes trans sont désirables. »

## Épisodes
| Saison | Episode | Titre orignal     | Titre en français |
| ------ | ------- | ----------------- | ----------------- |
| 1      | 1       | Landline          | La Fuite          |
| 1      | 2       | Reminder Notice   | Les Retrouvailles |
| 1      | 3       | Heart Acre        | La Terre natale   |
| 1      | 4       | Feeding Chickens  | Les Sentiments    |
| 1      | 5       | Power Outage      | L'Affirmation     |
| 2      | 1       | Landfall          |                   |
| 2      | 2       | Face Value        |                   |
| 2      | 3       | Plum Life         |                   |
| 2      | 4       | In Milk We Trust  |                   |
| 2      | 5       | The Boat of Truth |                   |

## Récompenses et distinctions
- Festival du film Frameline : meilleur film narratif[8]
- Festival international du film LGBT de Madrid : meilleur scénario
- International Emmy Awards 2022 : meilleure mini-série[9],[10]